# Plage de la Granadella
Ne doit pas être confondu avec La Granadella.
La plage de la Granadella, également connue sous le nom de crique de la Granadella (en catalan : cala de la Granadella), est une plage située sur le territoire de la commune de Xàbia dans la province d'Alicante, en Espagne. 

## Présentation
La plage se présente sous une forme de crique, isolée des grands ensembles balnéaires urbains de la côté valencienne. 

## Accès
La plage est accessible par la route panoramique du Cap de la Nau.

## Tourisme et médias
La plage est popularisée par la télévision, la rendant célèbre dans les hauts lieux du tourisme international. Ainsi, durant deux années consécutives, la plage est nommée « meilleure plage d'Espagne », à la suite du vote des téléspectateurs organisé par la chaîne de télévision Antena 3.

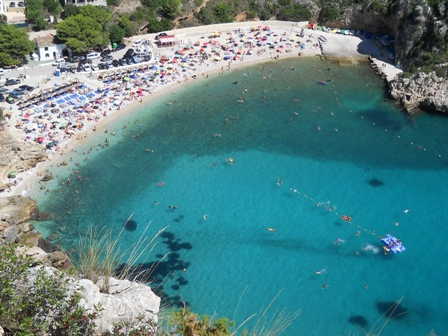
Détail de la plage de la Granadella.